# 塞尔维耶尔 (卢瓦尔省)
塞尔维耶尔（法語：Cervières）是法国卢瓦尔省的一个市镇，位于该省西部，和多姆山省接壤，属于蒙布里松区。该市镇总面积7.56平方公里，2015年时的人口为123人。

## 交通
卢瓦尔省省道D24线和D1089线经过境内，法国国家A89号高速公路也经过境内但未设出入口。

## 人口
塞尔维耶尔人口变化图示